# Дейзі Дік
Дейзі Дік  (англ. Daisy Dick, 29 березня 1972) — британська вершниця, олімпійська медалістка.

## Виступи на Олімпіадах
| Олімпіада  | Дисципліна           | Місце |
| ---------- | -------------------- | ----- |
| Пекін 2008 | триборство, особисті | 28    |
| Пекін 2008 | триборство, командні | 3     |